# Dirk Dalens I
Dirk Dalens I (de Oudere) (Dordrecht, ca. 1600 - Zierikzee, 1676) was een Nederlands kunstschilder. Hij wordt gerekend tot de Arcadiërs. Dalens is de vader van Willem Dalens en daarmee de grootvader van Dirk Dalens II en overgrootvader van Dirk Dalens III.
Dirk Dalens I was een leerling van Moses van Uyttenbroeck en werkte onder meer voor Frederik Hendrik, zoals vermeld in de Ordonnantieboeken van Frederik Hendrik over de jaren 1637-1650: ‘Betaald aan dirk dalens, schilder, voor het maken van vier groote Schoorsteenstucken, in het Huys in het Noordeynde, te 's Gravenhage, het stuk tot ƒ 300, makende ƒ 1200, 's Hage, 12 Mei, 1648.’

## Galerij

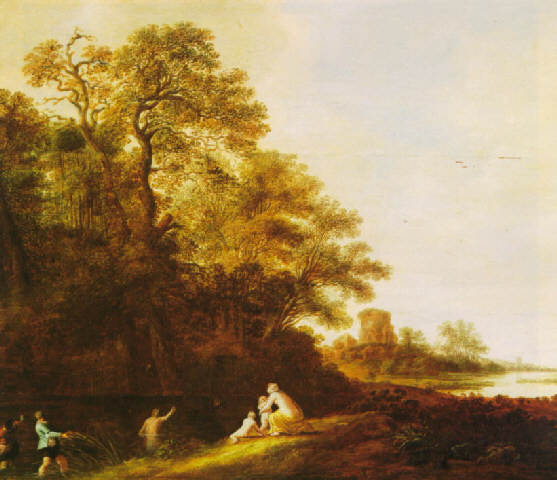
Landschap met Latona en haar kinderen en de Lycische boeren die in kikkers veranderd worden
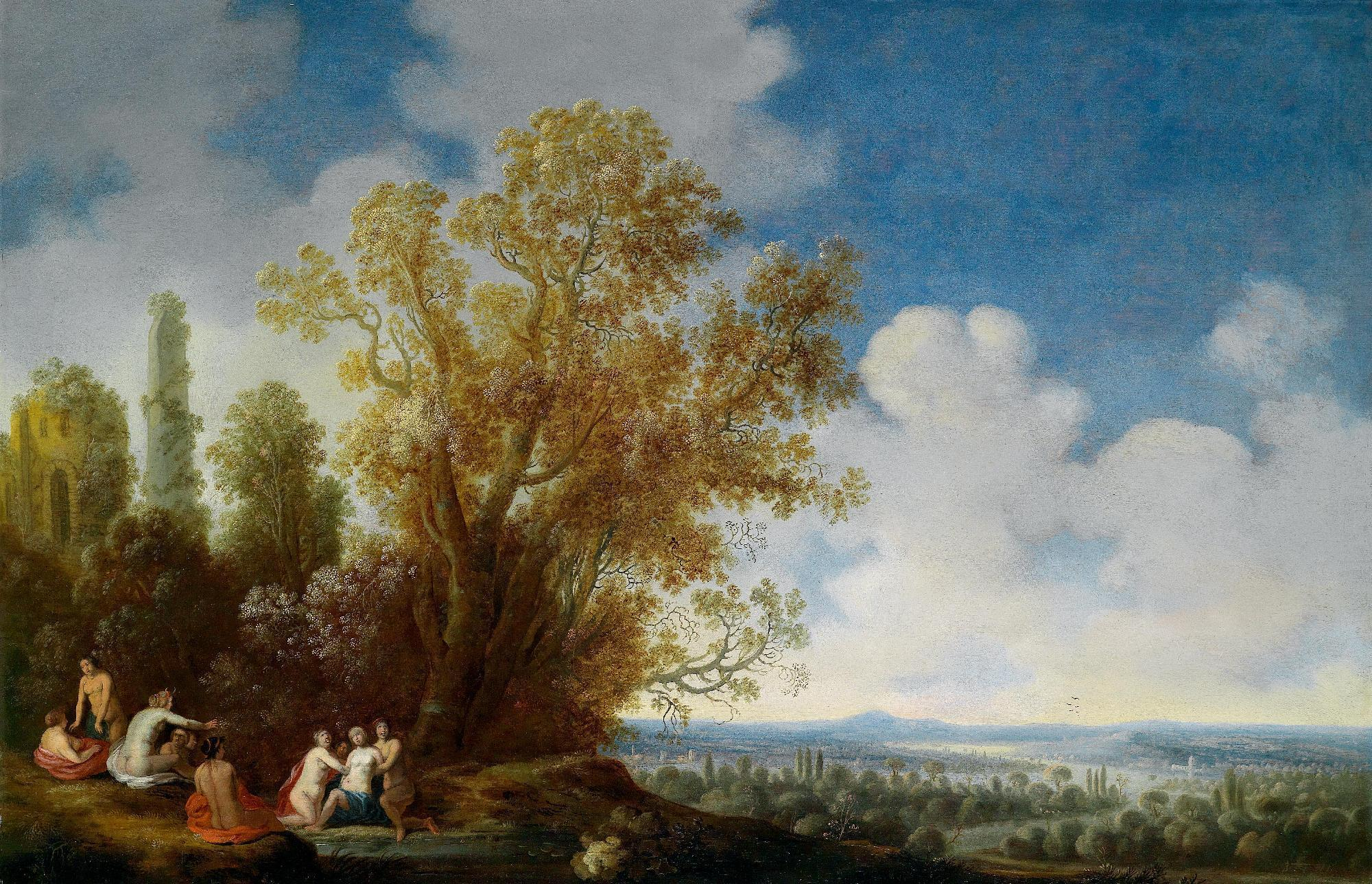
Landschap met Diana en haar nimfen die de zwangerschap van Callisto ontdekken
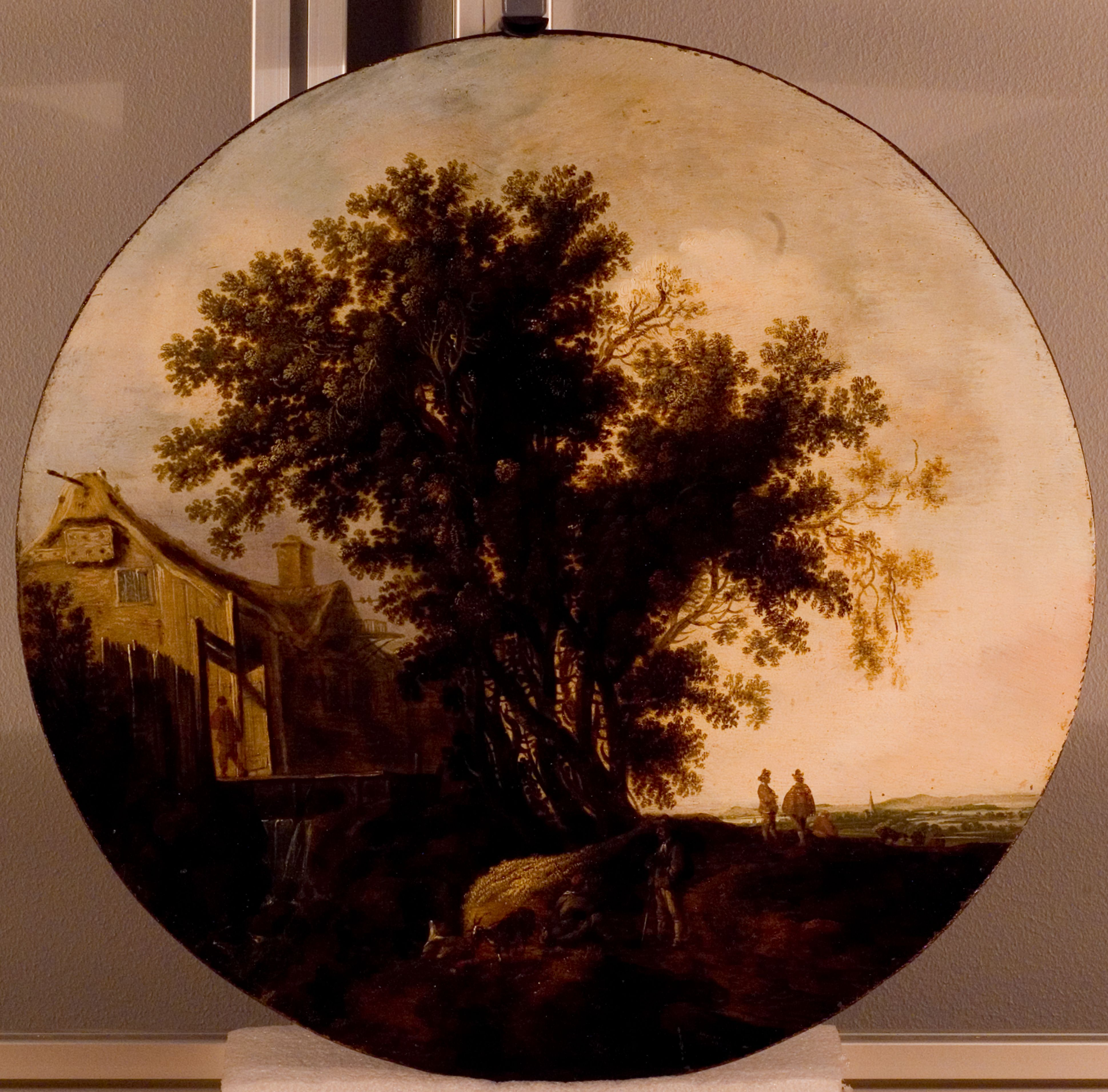
Nederlands landschap
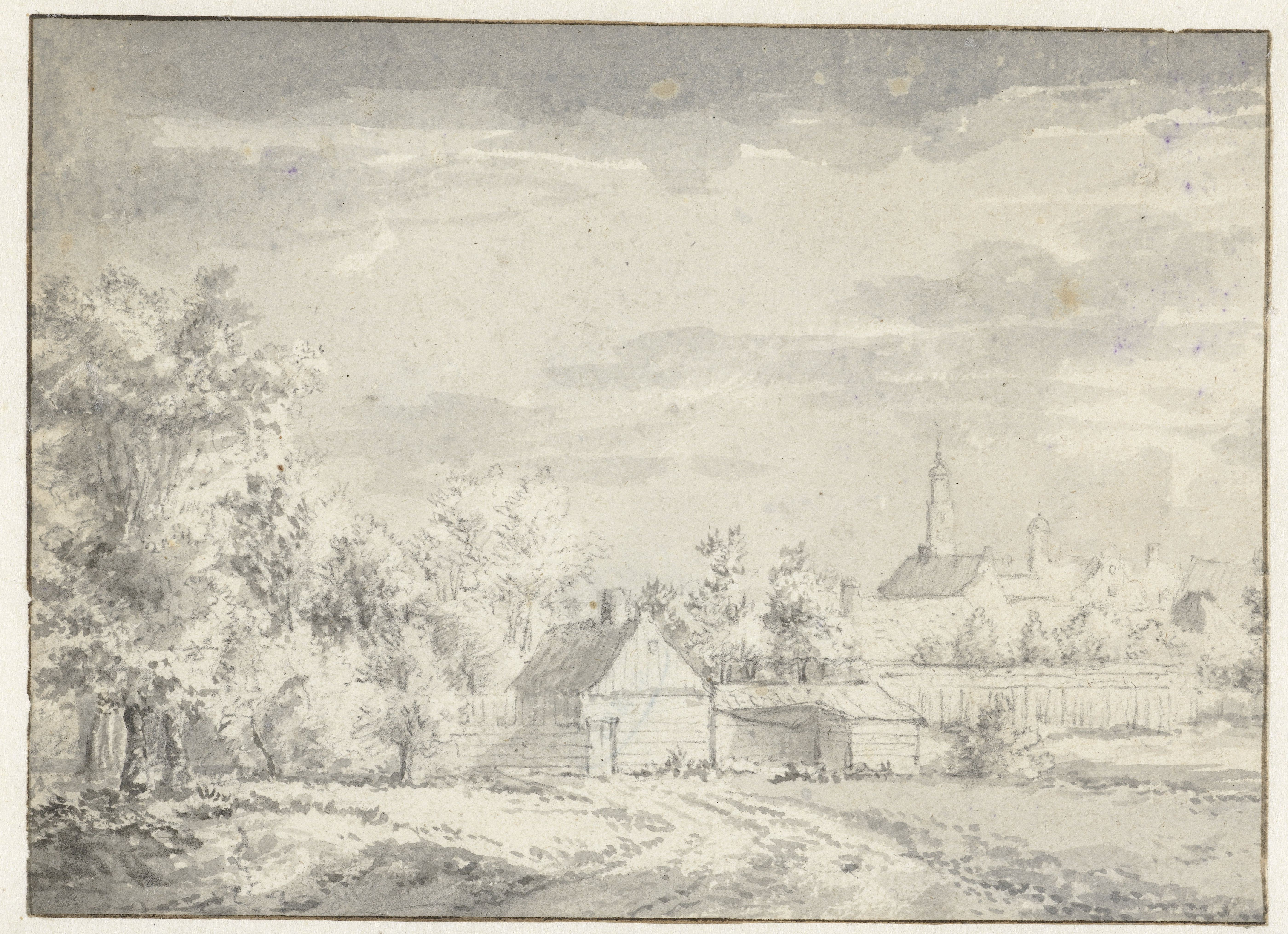
Dorpsgezicht
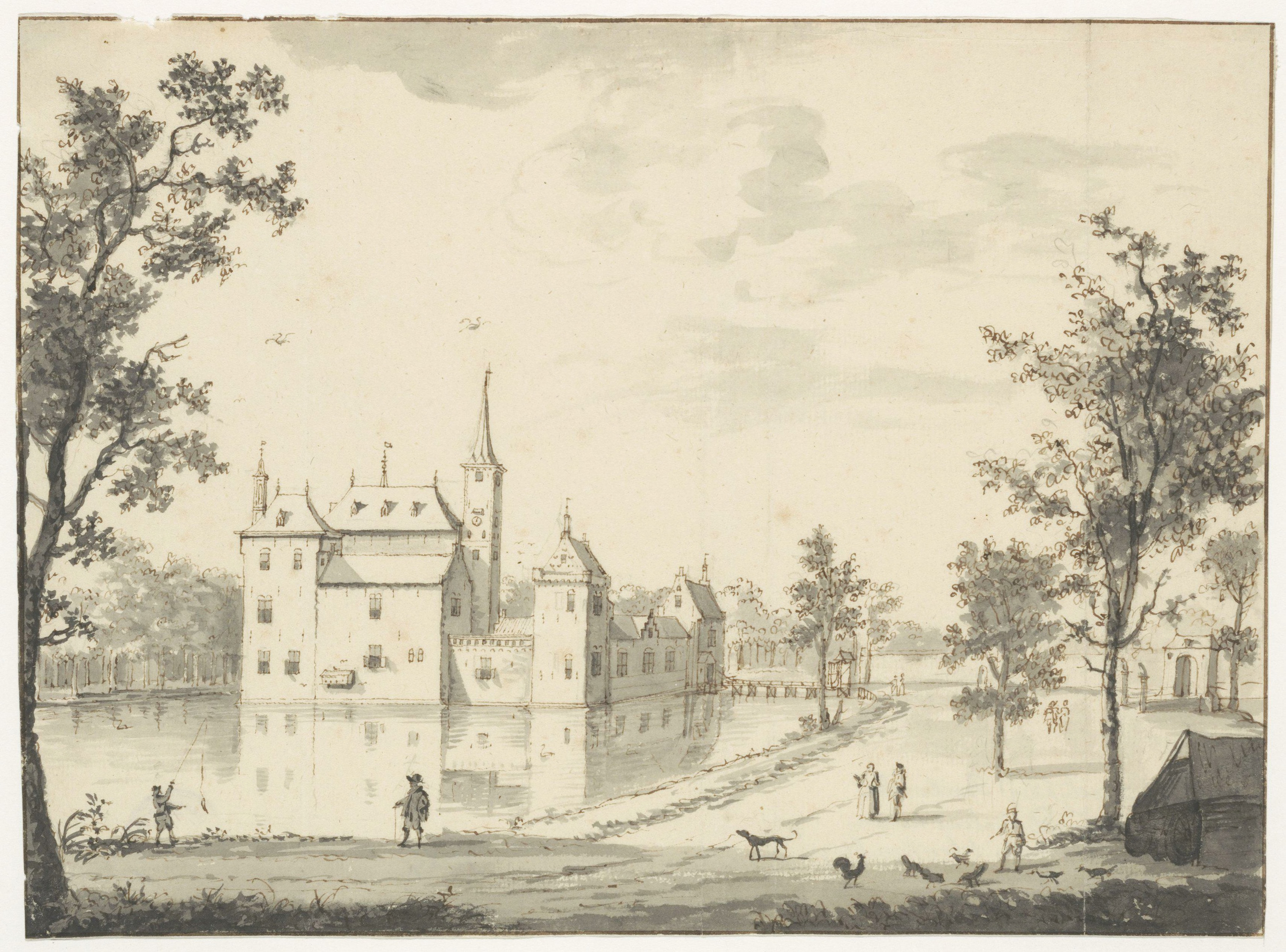
Buitenplaats Berkenrode te Heemstede

- Biografisch Portaal: 14672166
- RKD-Nederlands Instituut voor Kunstgeschiedenis: 19744
- Union List of Artist Names: 500007616
- Virtual International Authority File: 95727424